# 金衍照
金衍照（？—？），字晓峰，浙江嘉兴人，清朝政治人物。

## 生平
金衍照为道光十二年（1832年）壬辰恩科进士。道光三十年（1850年）接替吴云任江苏宝山县知县，咸丰三年（1853年）由田涛接任。